# Фонд «Свободная Бурятия»
Фонд «Свободная Бурятия» — бурятская правозащитная группа. Фонд появился после начала полномасштабного вторжения России в Украину и сначала помогал отказаться от службы по контракту и не участвовать в войне. Основные направления работы — просвещение, аналитика и правовая помощь. Фонд выступает за большую самостоятельность Бурятии в рамках Российской Федерации.

## История
В марте 2022 года собралась группа бурят, несколько человек из разных стран, которые были возмущены началом вторжения России на Украину, и хотели выразить свою позицию. Они не хотели, чтобы жители Украины ассоциировали войну с бурятами и создали видеоролик «Буряты против войны» и не планировали дополнительных действий. Однако к группе стали обращаться и другие буряты, живущие в разных странах, а затем и родственники военнослужащих, спрашивая, как им расторгнуть контракт. В срочном порядке они стали искать юристов, и таким образом кампания инициативной группы была преобразована в фонд «Свободная Бурятия».

## Деятельность

### «Буряты против войны»
Участники фонда решили сфокусироваться на помощи с расторжением контракта: проводили юридические консультации; распространяли инструкции по отказу от военной службы.
По сообщениям фонда, 9 июля 2022 года около 150 военнослужащих из Бурятии вместе смогли вернуться домой, написав рапорты об увольнении. Всего на середину июля около 500 военных смогли расторгнуть контракт с Минобороны. Фонд помогал вернуться домой не только бурятам, а любым военнослужащим.
После объявления мобилизации сотрудники фонда на десяти автобусах вывезли из Бурятии в Монголию около 400 человек, опасающихся призыва.
Аналитик фонда Мария Вьюшкова составляла списки погибших на Украине жителей Бурятии и этнических бурят. По собранным открытым данным на 12 августа 2022 года, погиб 281 человек из Бурятии.
Фонд выступает за санкции против региональных чиновников — например, главы Бурятии Алексея Цыденова и депутатов Народного хурала, поддержавших войну.

### «Денацификация России»
Одна из целей фонда — развенчивать миф о существовании бурятских подразделений и «бурятских зверствах». По словам основательницы фонда, журналистки Александры Гармажаповой, негативная репутация за бурятами на Украине закрепилась ещё в 2014 году.
В апреле 2022 года фонд запустил проект «Денацификация России» — людям предложили рассказывать о столкновении с расизмом и ксенофобией в самой России. Всего за три недели поступили сотни рассказов.
По словам членов фонда, отказываться воевать бурятских военных мотивирует не только страх, но и непонимание того, почему они должны «денацифицировать» Украину. Сама идея «денацификации» Украины просто вызывает злость и недоумение у всех представителей национальных меньшинств, которые постоянно сталкивались с дискриминацией. Гармажапова считает, что буряты не поддерживают идею борьбы за «русский мир», так как не являются русскими и сами сталкиваются с расизмом и ксенофобией в России. Александра Гармажапова отмечала, что бурятов менее полумиллиона и стоит вопрос о выживании этноса.

## Организация
Фонд зарегистрирован в Александрии, штат Вирджиния, США. Есть филиал в Чехии.
В фонде, среди прочих, состоят:
- Александра Гармажапова — соучредитель, президент фонда[15];
- Виктория Маладаева — вице-президент[16];
- Андрей Ринчино — юрист фонда[17], глава юридического отдела фонда[18];
- Мария Вьюшкова — сооснователь, аналитик фонда, по образованию и работе квантовый химик[19][20];
- Алексей Ким — соучредитель[21];
- Владимир Будаев — сооснователь, операционный директор[22].

## Реакция и отзывы
14 июля 2022 года по требованию Генпрокуратуры на территории России заблокирован сайт фонда.
В ноябре 2022 года власти Бурятии выдали студентам Восточно-Сибирского государственного института культуры вопросники про отношение к мобилизации, «иностранным агентам», причинах и отношении к войне против Украины. Студенты должны были отметить кого из политиков и блогеров они читают, и среди прочих вариантов, там был глава республики Алексей Цыденов и фонд «Свободная Бурятия».
10 марта 2023 года организация была внесена Минюстом РФ в реестр «иностранных агентов».
Бурятский политик Зуртан Халтаров, выступающий за отделение бурятских территорий от России, порой критикует фонд «Свободная Бурятия», так как ему не нравится их антивоенная позиция. Он считает, что фонд «не против российского государства как агрессора, а [только] против войны».
1 сентября 2023 года стало известно, что фонд объявили «нежелательной организацией» в России.